# Comini (tribú)
Comini (en llatí Cominius) va ser un magistrat i polític romà que probablement va viure al segle iv aC. Formava part de la gens Comínia, una gens romana d'origen plebeu.
Va ser elegit tribú de la plebs en data incerta. Va acusar Marc Laetori Merge, un tribú militar durant la Tercera guerra samnita, per intentar comprar els seus cornicularis, o caps de l'administració de l'exèrcit. Sembla que Letori va fugir i es va matar, però Comini va dictar igualment una sentència condemnatòria contra ell.